# سان مارتن ديل باس
بلدية سانت مارتي دالبارس (بالكاتالانية: Sant Martí d'Albars) هي إحدى بلديات مقاطعة برشلونة، والتي تقع في منطقة كاتالونيا، شرق إسبانيا.
يبلغ عدد سكانها 113 نسمة وفقاً لإحصائية سنة (2007).